# イヴ・サンローラン (2014年の映画)
『イヴ・サンローラン』（Yves Saint Laurent）は2014年のフランスの伝記映画。
監督はジャリル・レスペール、出演はピエール・ニネとギヨーム・ガリエンヌなど。
20世紀を代表するフランスのファッションデザイナー、イヴ・サン＝ローランの生涯を、同性の恋人で後援者でもあるピエール・ベルジェとの関係を通して描いている。
またこの映画はイヴ・サンローラン財団とピエール・ベルジェの全面的な協力を得て作られた。
第40回セザール賞の7部門でノミネートされ、サン＝ローランを演じた主演のピエール・ニネが最優秀男優賞を受賞している。

## キャスト
- イヴ・サン＝ローラン: ピエール・ニネ - 中産階級出身の天才ファッションデザイナー。
- ピエール・ベルジェ: ギヨーム・ガリエンヌ - イヴの公私に渡るパートナー。
- ルル・ド・ラ・ファレーズ（フランス語版）: ローラ・スメット - モデル。
- ベティ・カトルー（フランス語版）: マリー・ド・ヴィルパン - モデル。
- ヴィクトワール・ドゥトルロウ（フランス語版）: シャルロット・ルボン - モデルでイヴの友人。
- ルシエンヌ・サン＝ローラン: マリアンヌ・バスレール（フランス語版） - イヴの母親。
- カール・ラガーフェルド: ニコライ・キンスキー（フランス語版） - ファッションデザイナー。
- ジャック・ド・バシェール: グザヴィエ・ラフィット - カールとイヴが「共有」している愛人。

## 作品の評価
Rotten Tomatoesによれば、批評家の一致した見解は「素晴らしい演技を誇っているものの、『イヴ・サンローラン』は、特にその主題のまばゆい評判を考えると、期待はずれなほど陳腐で型通りでもある。」となっており、72件の評論のうち、高く評価しているのは44%にあたる32件で、平均して10点満点中5.31点を得ている。
アロシネによれば、フランスの22のメディアによる評価の平均点は5点満点中3.0点である。